# Pseudotropheus purpuratus
Pseudotropheus purpuratus är en fiskart som beskrevs av Johnson, 1976. Pseudotropheus purpuratus ingår i släktet Pseudotropheus och familjen Cichlidae. IUCN kategoriserar arten globalt som sårbar. Inga underarter finns listade i Catalogue of Life.